# Russische Miniaturen
Russische Miniaturen is een eind zeventig, begin jaren tachtig door Uitgeverij Van Oorschot onder redactie van Charles B. Timmer uitgegeven serie van 19 boekwerken van Russische schrijvers uit de twintigste eeuw, van Tsjechov tot Pasternak. Bedoeling was een representatief overzicht te geven van wat de Russische literatuur in deze periode te bieden heeft gehad. De serie werd daarmee een soort kleinere tegenhanger van de Russische Bibliotheek, die op dat moment alleen nog werken uit de negentiende eeuw omvatte.
De boeken werden zowel uitgegeven in een gebonden versie met stofomslag als in een paperbackversie.
Diverse schrijvers waarvan werk in de serie werd opgenomen hebben, zowel in Rusland als internationaal, door de onderdrukking en censuur van het Sovjetsysteem nooit de aandacht gekregen die ze gezien de kwaliteit van hun werk zouden hebben verdiend.

## Russische Miniaturen
1. Nikolaj Leskov, Michail Saltykov, Anton Tsjechov, Andrej Platonov: Een Rus ontmoet een Duitser en andere verhalen, 1978
2. Vera Panova: Het wereldje van Serjozja, 1978
3. Grigori Baklanov: Een voetbreed aarde, 1978
4. Osip Mandelstam: De Egyptische postzegel, 1978
5. Ivan Katajev: Melk, 1978
6. Michail Zosjtsjenko: Voor zonsopgang, 1978
7. Charms, Vvdensky, Kazakov: Bam en ander proza, 1978
8. Boris Pasternak: Vier verhalen, 1979
9. Viktor Sjklovski: ZOO of brieven niet over liefde, 1979
10. Vasili Aksjonov: Geen markt voor holle vaten, 1979
11. Vladimir Majakovski: Luidkeels, 1979
12. Venedikt Jerofejev: Moskou op sterk water, 1979
13. Leonid Lichodejev: Ik en mijn automobiel, 1979
14. Michail Zosjtsjenko: Sleutels tot het geluk, 1980
15. Nikolaj Jevdokimov, Joeri Kazakov, Lev Sjlavin, Vasili Sjoeksjin: God in Sovjet-Rusland, 1980
16. Fazil Iskander: Sterrenbeeld Geitegems, 1980
17. Aleksej Remizov: Kruiszusters, 1980
18. Joeri Oljesja: Afgunst, 1981
19. Alexander Tarasov-Rodionov: Chocola, 1981